# العلاقات الإثيوبية الماليزية
العلاقات الإثيوبية الماليزية هي العلاقات الثنائية التي تجمع بين إثيوبيا وماليزيا.

## مقارنة بين البلدين
هذه مقارنة عامة ومرجعية للدولتين:
| وجه المقارنة                                              | إثيوبيا                        | ماليزيا       |
| --------------------------------------------------------- | ------------------------------ | ------------- |
| المساحة (كم2)                                             | 1.10 مليون                     | 330.29 ألف    |
| عدد السكان (نسمة)                                         | 104.96 مليون                   | 31.62 مليون   |
| الكثافة السكانية (ن./كم²)                                 | 95.42                          | 95.73         |
| العاصمة                                                   | أديس أبابا                     | كوالالمبور    |
| اللغة الرسمية                                             | اللغة الأمهرية                 | لغة ماليزية   |
| العملة                                                    | بير إثيوبي                     | رينغيت ماليزي |
| الناتج المحلي الإجمالي (بليون دولار)                      | 80.56 مليار                    | 314.50 مليار  |
| الناتج المحلي الإجمالي (تعادل القوة الشرائية) بليون دولار | 161.90 مليار                   | 817.43 مليار  |
| الناتج المحلي الإجمالي الاسمي للفرد دولار أمريكي          | 619                            | 9.77 ألف      |
| الناتج المحلي الإجمالي للفرد دولار أمريكي                 | 1.50 ألف                       | 25.64 ألف     |
| مؤشر التنمية البشرية                                      | 0.442                          | 0.779         |
| رمز المكالمات الدولي                                      | +251                           | +60           |
| رمز الإنترنت                                              | .et                            | .my           |
| المنطقة الزمنية                                           | ت ع م+03:00، توقيت شرق أفريقيا | ت ع م+08:00   |

## منظمات دولية مشتركة
يشترك البلدان في عضوية مجموعة من المنظمات الدولية، منها:
| علم المنظمة | اسم المنظمة                        | تاريخ انضمام إثيوبيا | تاريخ انضمام ماليزيا |
| ----------- | ---------------------------------- | -------------------- | -------------------- |
|             | الاتحاد البريدي العالمي            | ?                    | ?                    |
|             | مؤسسة التنمية الدولية              | 11 أبريل 1961        | 24 سبتمبر 1960       |
|             | منظمة حظر الأسلحة الكيميائية       | ?                    | ?                    |
|             | الأمم المتحدة                      | 13 نوفمبر 1945       | 17 سبتمبر 1957       |
|             | وكالة ضمان الاستثمار متعدد الأطراف | 13 أغسطس 1991        | 6 ديسمبر 1991        |
|             | منظمة الشرطة الجنائية الدولية      | ?                    | ?                    |
|             | مؤسسة التمويل الدولية              | 20 يوليو 1956        | 20 مارس 1958         |
|             | البنك الدولي للإنشاء والتعمير      | 27 ديسمبر 1945       | 7 مارس 1958          |
|             | الاتحاد الدولي للاتصالات           | 20 فبراير 1932       | 3 فبراير 1958        |
|             | الفريق المعني برصد الأرض           | ?                    | ?                    |
|             | يونسكو                             | 1 يوليو 1955         | 16 يونيو 1958        |

## وصلات خارجية
- موقع وزارة الخارجية الإثيوبية
- موقع وزارة الخارجية الماليزية